# ジェローム・サル
ジェローム・サル（Jérôme Salle）は、フランスの映画監督、脚本家である。

## 人物
『アントニー・ジマー』、『ラルゴ・ウィンチ 宿命と逆襲』で知られる。2013年の第66回カンヌ国際映画祭では『ケープタウン』がクロージング作品として上映された。

## フィルモグラフィ
- アントニー・ジマー Anthony Zimmer (2005) 監督・脚本
- デッドリンガー Trouble (2005) 脚本
- ラルゴ・ウィンチ 宿命と逆襲 Largo Winch (2008) 監督・脚本
- ラルゴ・ウィンチ -裏切りと陰謀- Largo Winch II (2011) 監督・脚本
- ケープタウン Zulu (2013) 監督・脚本